# Integriertes Klimaschutzkonzept

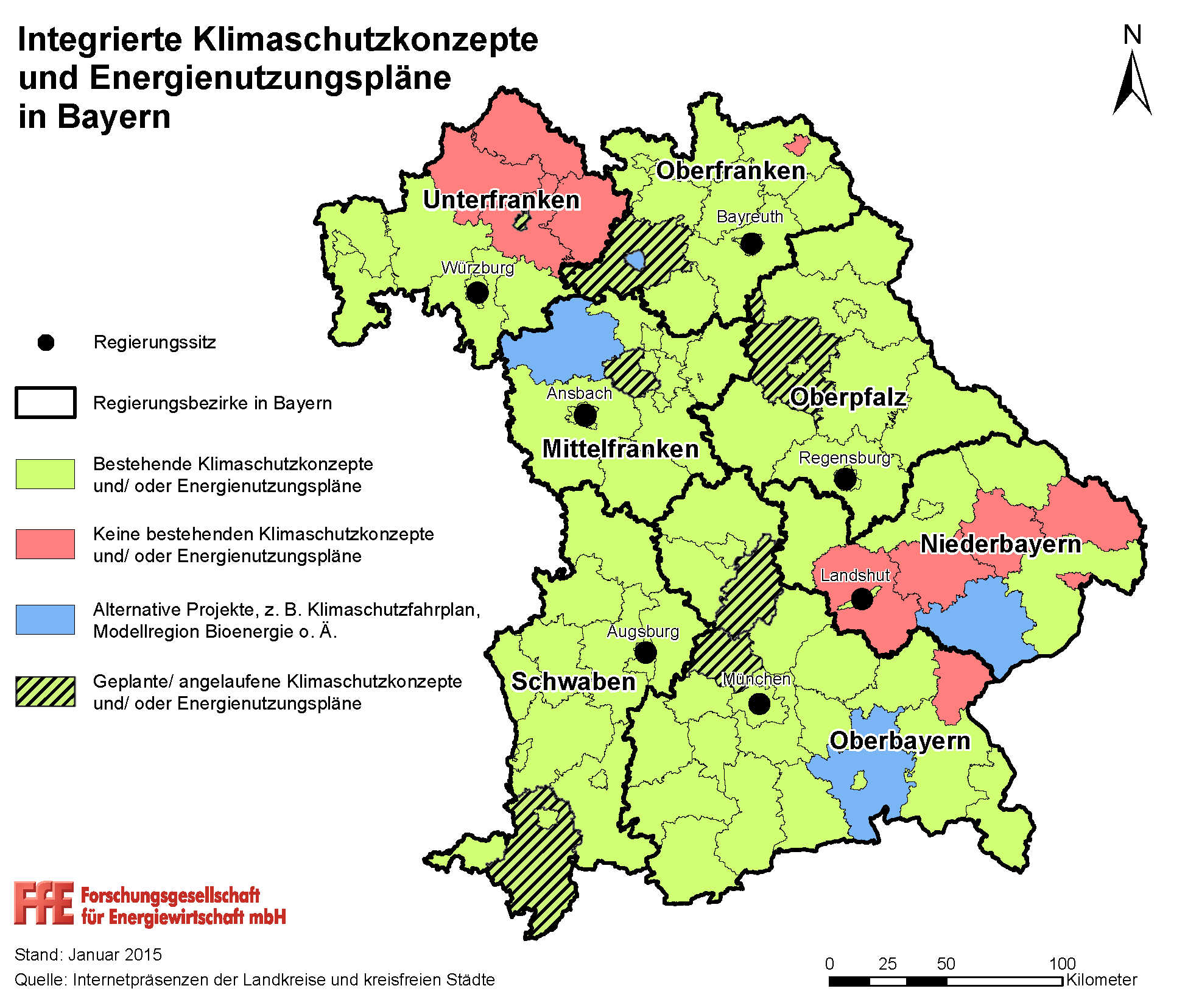
Verbreitung von Energiekonzepten in Bayern Stand Januar 2015

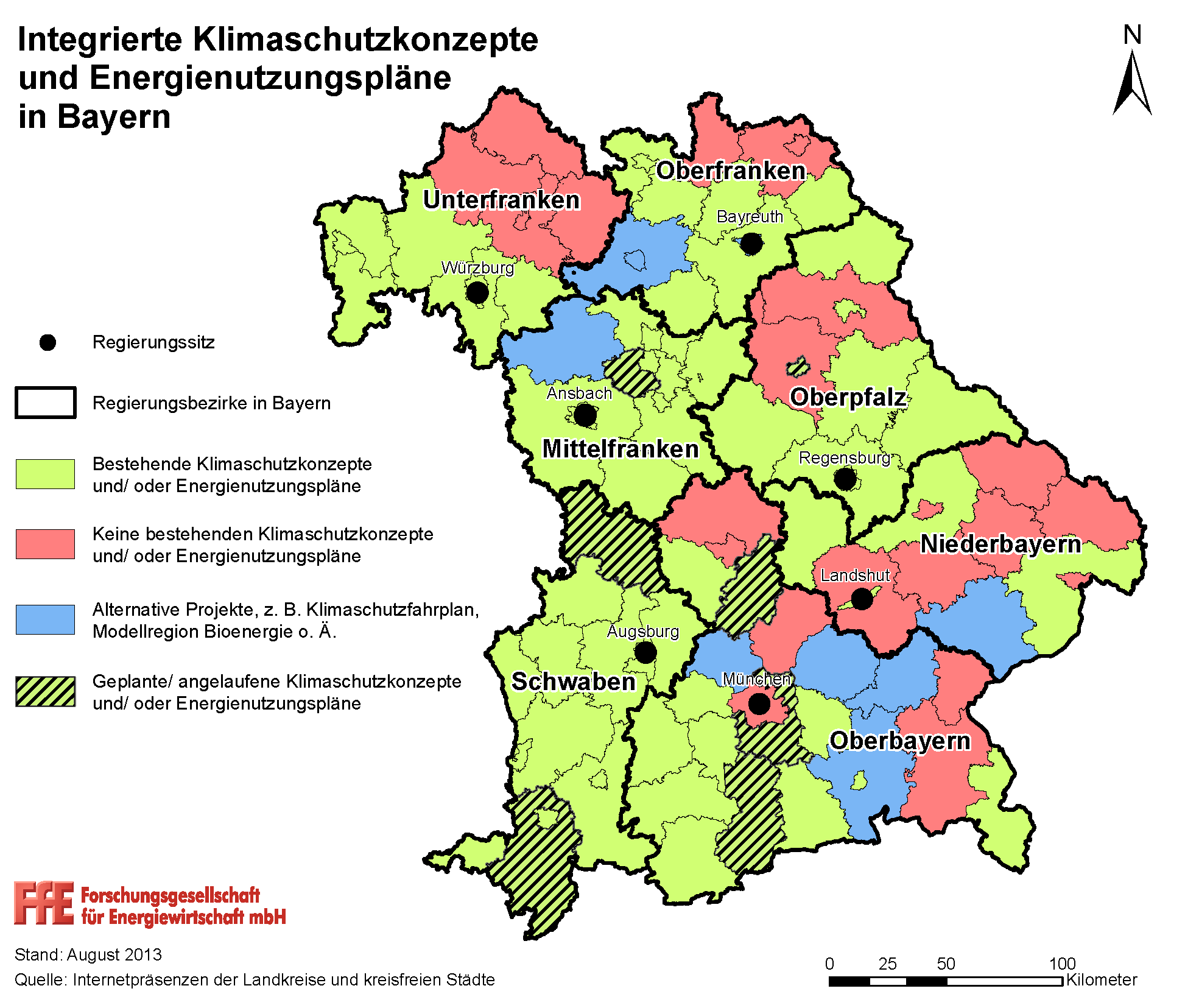
Verbreitung von Energiekonzepten in Bayern Stand August 2013

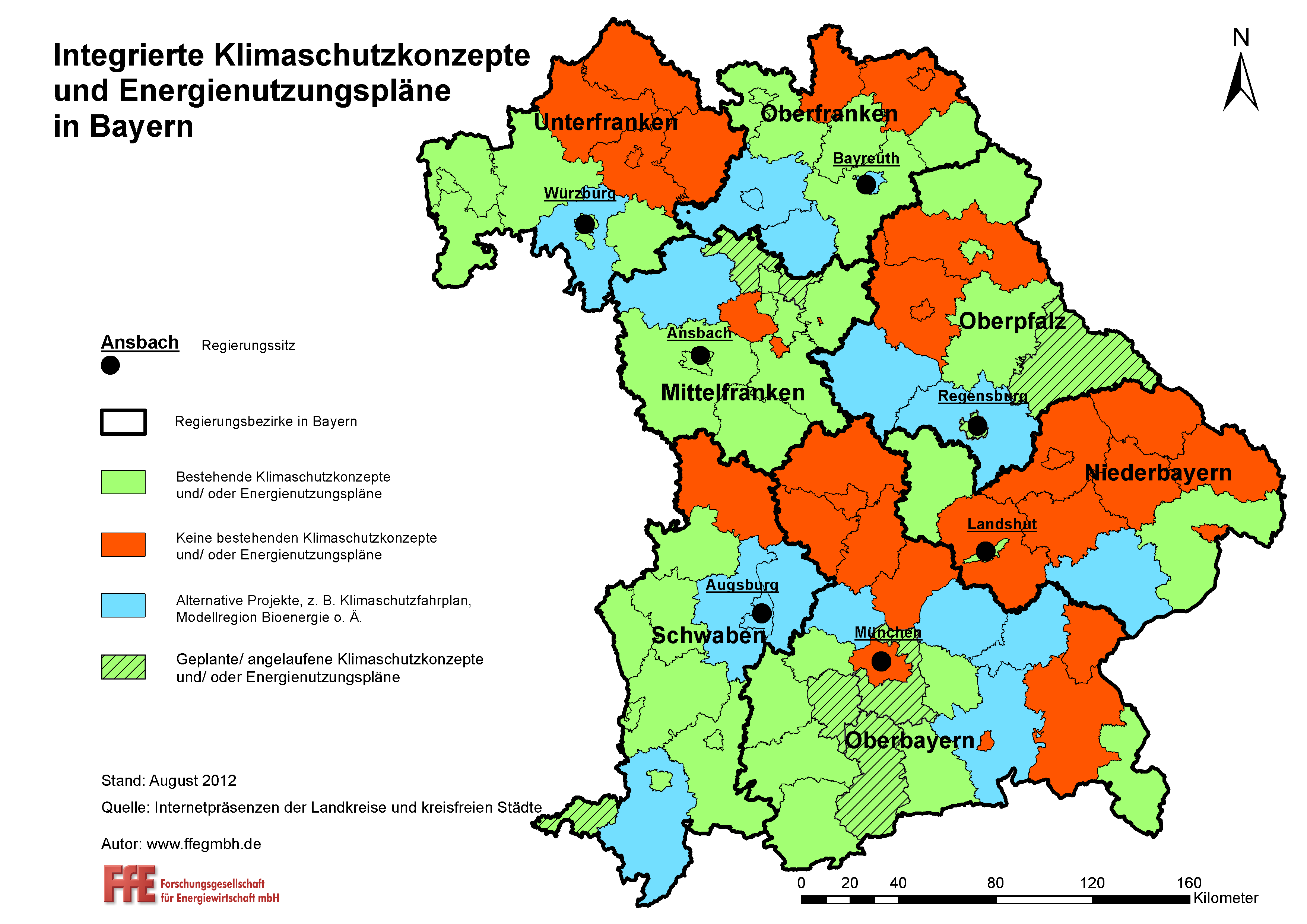
Verteilung von Energienutzungsplänen in Bayern

Das Integrierte Klimaschutzkonzept (IKK, auch IKSK) ist ein von der Bundesebene der Bundesrepublik Deutschland entwickeltes Konzept für die Kommunen (der BRD), das dem Klimaschutz-orientierten Umbau der kommunalen Energieversorgung dient. Es wird finanziell mit Fördergeldern des Bundes unterfüttert.
Konzeptionell besitzt das IKK Ähnlichkeiten zu und Gemeinsamkeiten mit den Inhalten des Energienutzungsplans des Freistaates Bayern. Jedoch wird bei einem IKK mehr Öffentlichkeitsarbeit betrieben und die Bürger und Akteure durch Workshops miteinbezogen.

## Begriffsabgrenzung und Definition
Die Aufgabe des IKK ist, konkrete Maßnahmen zur Erreichung der beschlossenen nationalen Klimaschutzziele zu benennen sowie den Klimaschutz als Bestandteil des kommunalen Umweltschutzes zu integrieren. Ein IKK stellt somit eine strategische Entscheidungsgrundlage und Planungshilfe für Kommunen dar (zu den Details dazu, siehe auch weiter unten unter Inhalte eines integrierten Klimaschutzkonzeptes).
Eine detaillierte Bestandsanalyse für klimarelevante Bereiche geht mit diesem Maßnahmenkonzept am Beginn der Umsetzung einher. Zu diesen Bereichen zählen:
- öffentliche Liegenschaften,
- Straßenbeleuchtung,
- private Haushalte,
- GHD (Gewerbe, Handel und Dienstleistungen),
- Industrie,
- Verkehr,
- Abwasser und
- Abfall

Die Betrachtung findet innerhalb einer definierten räumlichen Einheit (Stadt, Landkreis etc.) statt. Dabei werden Potenziale für Energieeffizienz, Energieeinsparmöglichkeiten und den Ausbau erneuerbarer Energien zum verminderten CO2-Ausstoß ausgewiesen. Die erarbeiteten Maßnahmen sollten dem Prinzip der Nachhaltigkeit entsprechen.

## Rechtliche Grundlage: Kommunalrichtlinie
Das IKK wird in Deutschland finanziell unterfüttert mit einem Förderprogramm des Bundes für die Kommunalebene. Es ist Bestandteil der Nationalen Klimaschutzinitiative des Bundesministeriums für Umwelt, Naturschutz und Reaktorsicherheit (BMU) und entstand aus der im Jahr 2008 verabschiedeten „Richtlinie zur Förderung von Klimaschutzprojekten in sozialen, kulturellen und öffentlichen Einrichtungen“, auch Kommunalrichtlinie genannt. Unter einer etwas veränderten Bezeichnung existiert die sogenannte Kommunalrichtlinie nach wie vor und bildet auch nach wie vor die Rechtsgrundlage für das Förderprogramm des Bundes zur Förderung der Kommunen in Sachen Klimaschutz-orientierter Umbau der kommunalen Energieversorgung:
Die Kommunalrichtlinie heißt aktuell „Richtlinie zur Förderung von Klimaschutzprojekten im kommunalen Umfeld (Kommunalrichtlinie)“; die Gültigkeit von deren jüngster Textfassung ist vorgesehen für die Zeit vom 1. Januar 2022 bis zum 31. Dezember 2027.
Auf Länderebene ist ein Integriertes Energie- und Klimaschutzkonzept (IEKK) auch Bestandteil des Klimaschutzgesetzes in Baden-Württemberg, mit Strategien und Maßnahmen für die Bereiche Strom, Wärme, Verkehr, Stoffströme, Land- und Forstwirtschaft.

## Aufbau und Ablauf
Grundlegend für das „Klimaschutzkonzept“ ist die Ermittlung des Energiebedarfs der jeweiligen Kommune. Einsparpotenziale und -ziele können nur bestimmt werden, wenn über den aktuellen und zukünftigen Bedarf von Energie detaillierte Daten vorliegen. Neben der Erhebung des Wärme- und Strombedarfs gehören hierzu auch die Erstellung einer Gesamtenergie- sowie eine darauf aufbauende CO2-Bilanz. Durch das miteinbeziehen der lokalen Rahmenbedingungen erfolgt dann die Umsetzungsplanung der Einsparziele in Form von konkreten Maßnahmen und Projekten. Während der Erstellung des IKK werden alle Bausteine mit den relevanten Akteuren der Kommune (Vertreter aus Wirtschaft und Politik, Vereine, Privatleute etc.) erarbeitet und beschlossen. Dies ist notwendig, da bei einem IKK die Öffentlichkeitsarbeit stärker forciert wird als bei einem Energienutzungsplan und ein aktives Einbeziehen der Bürger und eine begleitende Öffentlichkeitsarbeit für einen effektiven und effizienten Konzepterstellungsprozess von großer Bedeutung ist.
Erfahrungsgemäß erstreckt sich der Zeitraum, in dem ein IKK erstellt wird, über zehn bis zwölf Monate und die Reichweite der zu treffenden Maßnahmen beträgt ca. zehn bis fünfzehn Jahre. Durchgeführt wird ein IKK oftmals von einem unabhängigen und qualifizierten Fachbüro. In unterschiedlicher Intensivität werden Mitarbeiter der Kommune, des Landkreises etc. dafür eingesetzt.

## Förderbestimmungen und Finanzierung
Im Rahmen der Klimaschutzinitiative fördert die Bundesregierung seit Juni 2008, die Erstellung von kommunalen Klimaschutzkonzepten durch einen Zuschuss von bis zu 70 % zur Deckung der Kosten. Die restlichen 30 % sind von der Kommune selbst zu tragen. Gefördert wird die Erstellung von Klimaschutzkonzepten selbst, also die Sach- und Personalkosten sowie die Beratung und Begleitung bei der Umsetzung des Konzeptes. Der Förderzeitraum beträgt maximal drei Jahre. Teilkonzepte, wie eine ausschließliche Betrachtung kommunaler Liegenschaften, können ebenfalls erstellt und gefördert werden.
Eine Novellierung der Kommunalrichtlinie erfolgt jährlich, wobei seit dem Jahr 2011 neue Fördertatbestände gelten, die das Erreichen der Bundesemissionsminderungsziele bis 2050 um 80 % bis 95 % zum Vergleichsjahr 1990 vorsehen. So haben sich die Förderquoten für
- Klimaschutzkonzepte auf bis zu 65 %,
- Klimaschutz-Teilkonzepte auf bis zu 50 %
- Klimaschutzmanager auf bis zu 65 %
- ausgewählte Klimaschutzmaßnahmen auf bis zu 50 %

der zuwendungsfähigen Ausgaben als nicht zurückzahlbaren Zuschuss erhöht. Spezialisierte IKK-Beratungen leistet auch das Deutsche Institut für Urbanistik. Bewerbungen und die Auszahlung von Fördergeldern erfolgen über den Projektträger Jülich.

## Inhalte eines integrierten Klimaschutzkonzeptes
Ein IKK muss, um die Förderung der nationalen Klimaschutzinitiative zu erhalten, folgende Bestandteile beinhalten:
- Energie- und CO2-Bilanz
- Potenzialanalyse der kurz- und mittelfristig technisch und wirtschaftlich umsetzbaren Einsparpotenziale sowie Potenziale zur Steigerung der Energieeffizienz
- Zielgruppenspezifischer Maßnahmenkatalog mit Handlungsbeschreibungen und Informationen
- Controlling-Instrument, um die Erreichung der proklamierten Ziele überprüfen zu können
- Konzept für die Öffentlichkeitsarbeit[8]

In jedes IKK sind diese Mindestinhalte zu integrieren. Es gibt jedoch verschiedene Möglichkeiten und Herangehensweisen um die Anforderungen zu erfüllen.
Klimaschutzkonzepte wurden schon vor der Förderung durch das BMU erstellt. Seit einigen Jahren gibt es zahlreiche Studien und Projekte, welche sich mit dem Thema Klimaschutz und der damit verbundenen Minderung der Treibhausgasemissionen auseinandersetzen.

## Kommunen und Landkreise mit Klimaschutzkonzepten (Beispiele)
- Stadt Würzburg
- Landkreis München
- Weikersheim